# Run On (singolo)
Run On è il secondo singolo del musicista statunitense di musica elettronica Moby estratto dall'album Play e pubblicato un anno prima dell'Lp, ovvero nel 1998.
Esistono due copertine del singolo: la prima ricalca lo stile di quella di Play, un unico soggetto (una trappola per topi messa in orizzontale) su sfondo monocolore (rosso), la seconda invece si differenzia per lo sfondo (giallo) e l'allineamento del soggetto (messo di fatto in orizzontale).
Negli Stati Uniti, Run On è stato pubblicato come un doppio A-side con Honey.

## Composizione
Run On contiene forse il più lungo campionamento mai fatto. Esso comprende quasi un'intera canzone, anche se alcuni punti di quest'ultima sono stati omessi dal sample. Il brano in questione è Run On For A Long Time dei Bill Landford & the Landfordies del 1943, cover del pezzo popolare God's Gonna Cut You Down.
L'accompagnamento strumentale ha forti sonorità blues, folk, pop, rock e che quindi contrasta con il testo cantato, incentrato sulla religione.

## Video
Nel video promozionale del singolo, girato da Mike Mills, si vede Moby che si dirige a lavorare in un ufficio dove il personale (composto da personaggi vestiti di bianco) lo acclama con fragorosi applausi e lo accompagna nella sala del direttore dove lo premia con trofei e una foto celebrativa da appendere al muro. Si mostra poi una scena precedente che coinvolge un'istruttrice di ginnastica che, mentre fa lezione, sviene. A questo punto si vede Richard Hall irrompere nel salone e salvarla con un inalatore per l'asma. Poi si vedono altre scene più anteriori che si susseguono e che alla fine compongono tutta la storia: si scopre infatti che il musicista lavora in un centro di auto-aiuto chiamato "Heaven", che l'istruttrice è in forte stato di depressione e che tocca a lui aiutarla. Alla fine però, si rivela che tutta l'avventura non è stata altro che un sogno utopico del protagonista, che ha fatto mentre era sdraiato incosciente in un parcheggio.

## Edizioni

### UK CD # 1 (Mute Records CDMUTE221)
1. Run On - 3:33
2. Spirit - 4:12
3. Running - 7:04

UK CD # 2 (Mute Records LCDMUTE221)
1. Run On (Extended) - 4:24
2. Sunday - 5:00
3. Down Slow (Full Length) - 5:56

US CD (V2 Records 63881-27583-2)
1. Honey (Album Mix) - 3:29
2. Honey (di Moby 118 Mix) - 4:49
3. Honey (di Sharam Jey Dolce Miele Mix) - 6:41
4. Honey (Aphrodite & Mickey Finn Mix) - 6:24
5. Run On (Extended) - 4:27
6. Run On (di Moby Giovane E Funky Mix) - 6:05
7. Run On (Sharam Jey è sempre in fuga Remix) - 6:01
8. Memory Gospel - 6:42